# Douglas von Bigot de Saint-Quentin

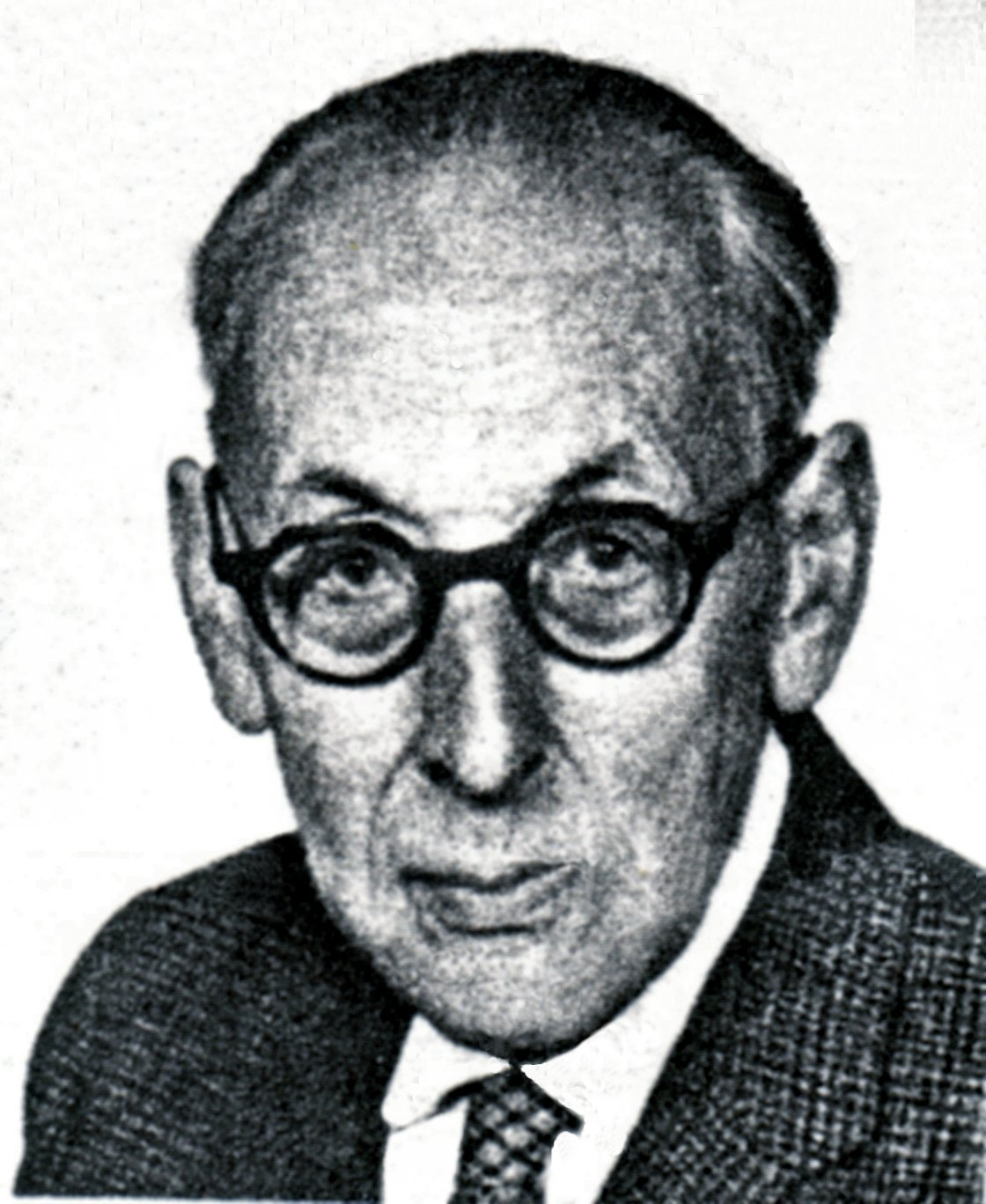
Douglas Graf Bigot de Saint-Quentin

Douglas Graf Bigot de Saint-Quentin (* 19. April 1899 in Brandeis an der Elbe; † 10. September 1982 in Wien) war ein österreichischer Entomologe, der vor allem auf dem Gebiet der Odonatologie als einer der bedeutendsten des deutschsprachigen Raums galt. Er veröffentlichte über 50 Arbeiten auf diesem Gebiet.

## Biographie
Da sein Vater Anatol Graf St. Quentin in Brandeis als Dragoneroberst in Garnison war, wurde Douglas dort geboren, doch zog die Familie alsbald nach Pressburg, sodann nach Wien. Hier besuchte er die Schule, wobei Zoologie und Botanik seine bevorzugten Fächer waren. Quentin brachte in jener Zeit ein beachtliches Herbarium zustande, sammelte jedoch nicht Käfer oder Schmetterlinge, sondern Schnecken und Muscheln. Am 22. Juni 1918 legte er am Realgymnasium Mödling die Reifeprüfung mit Stimmeneinhelligkeit ab.
Nach der Matura immatrikulierte er sich an der Wiener Universität zuerst in Jura, fand aber an dem trockenen Stoff keinen Gefallen und wechselte zum Studium der Zoologie und Paläontologie. Seine Lehrer waren Berthold Hatschek, Jan Versluys und Otto Storch. Letzterer hatte ihm für die Doktorarbeit ein odonatologisches Thema (Bau und Funktion des Eilegeapparates der Odonaten) vorgeschlagen, das Bigot gerne annahm. Nach Ablegung aller Prüfungen mit Auszeichnung promovierte St. Quentin am 27. Juni 1929.
Nach dem Doktorat arbeitete St. Quentin am Naturhistorischen Museum in Wien als Gast, wurde allerdings 1942 zur deutschen Wehrmacht eingezogen, wo er als Luftwaffensanitäter an der russischen Front diente. Nach der Rückkehr aus Krieg und sowjetischer Gefangenschaft unterrichtete er einige Jahre Biologie an der Maturaschule „Vienna“ und arbeitete dann, ab 1959, auf Grund eines Forschungsstipendiums des österreichischen Ministeriums für Unterricht, in der Sammlung des Naturhistorischen Museums.
Von seinen über 50 Arbeiten wären hervorzuheben: der 1934 erfolgte erste Nachweis eines territorialen Verhaltens bei Libellen; die Beiträge zu Form und Funktion des Putz-, Fang- und Eilegeapparates; die Untersuchung verbreitungsgeschichtlicher Probleme, wie die der boreoalpinen und der Randformenverbreitung; der Nachweis neuer, weit isolierter Fundorte, wie Selysiothemis nigra in Dalmatien und Cordulegaster charpentieri in Niederösterreich; die Beschreibung von etwa 20 Arten und einer Gattung.

## Familie

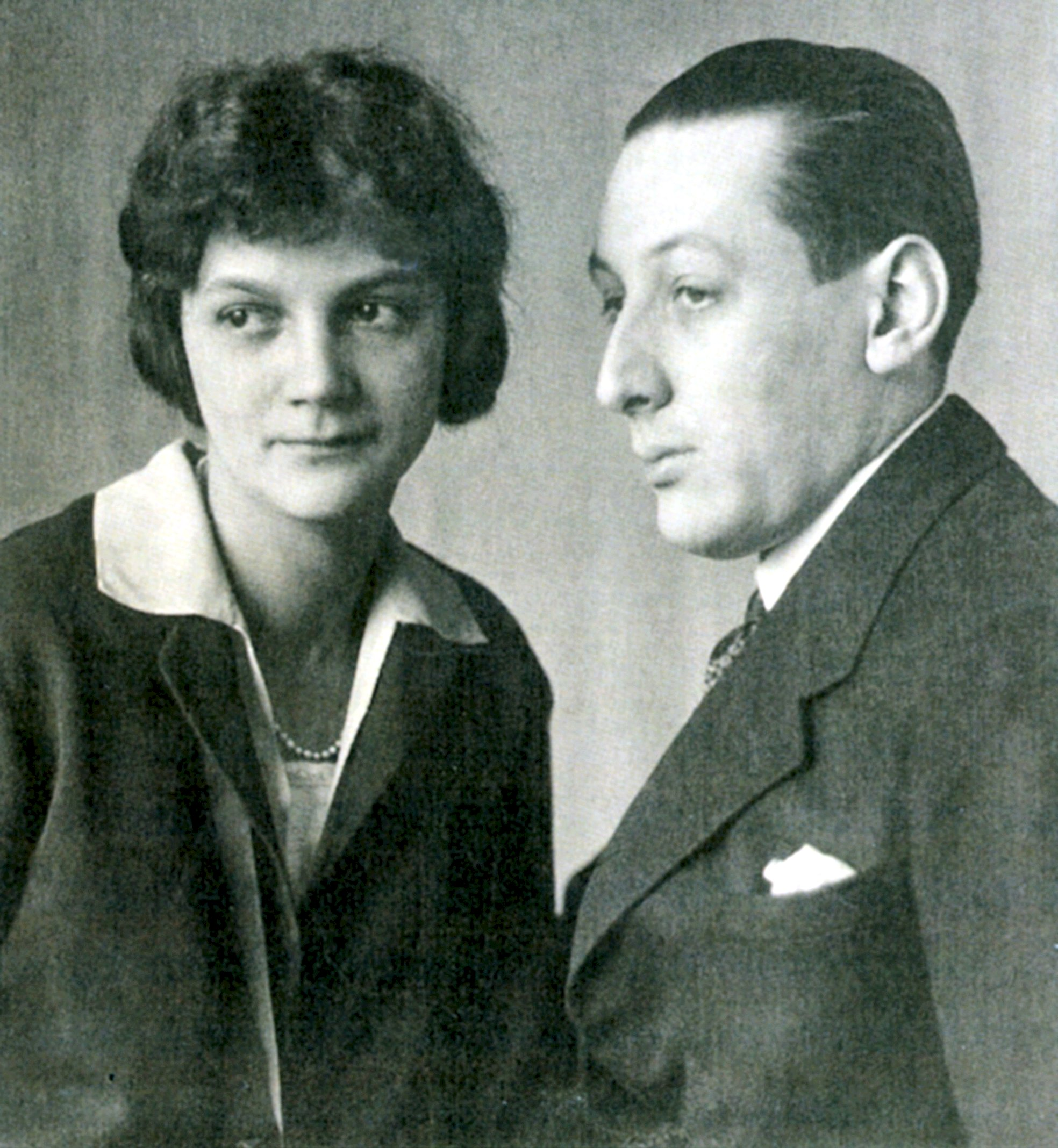
Douglas Bigot de St. Quentin, Gattin Elisabeth von Wagner

Douglas, Sohn des Generals der Kavallerie Anatol und der Helene von Flondor, vermählte sich am 11. Februar 1926 zu Wien mit Elisabeth (* 15. Juni 1904 in Odessa; † 2. September 1985 in Wien), Enkelin des Feldmarschallleutnants Wilhelm Ritter von Wagner (9. März 1835; † 6. Dezember 1928). Die Ehe blieb kinderlos.

## Veröffentlichungen (Auswahl)
- Beitrag zur Kenntnis der Odonatenfauna der Umgebung von Franzensbad. In: Entomologischer Anzeiger. Bd. 10, 1930, S. 281–283.
- Beitrag zur Odonatenfauna der Bukowina. In: Buletinul Facultăţii de Ştiinţe din Cernăuţi. Bd. 6, 1932, ZDB-ID 213842-6, S. 39–62.
- Beobachtungen und Versuche an Libellen in ihren Jagdrevieren. In: Konowia. Bd. 13, Wien 1934, S. 275–282.
- Die europäischen Odonatenmit boreoalpiner Verbreitung. In: Zoogeographica. Bd. 3, 1938, ZDB-ID 201475-0, S. 485–493.
- Der Rassenkreis der Cordulegaster boltonii (Donovan) (Odonata). In: Entomologisches Nachrichtenblatt Österreichischer und Schweizer Entomologen. Jg. 4, 1952, S. 73–75.
- Grundsätzliches zum Nomenklaturproblem. In: Entomologisches Nachrichtenblatt Österreichischer und Schweizer Entomologen. Jg. 6, Sonderheft, 1954, S. 10–11.
- Ein neuer Phyllogomphus aus Ostafrika (Odonata). In: Entomologisches Nachrichtenblatt Österreichischer und Schweizer Entomologen. Jg. 10, Nr. 2, 1958, S. 42–43.
- Zum Problem der boreoalpinen Verbreitung. In: Entomologisches Nachrichtenblatt Österreichischer und Schweizer Entomologen. Jg. 11, Nr. 3, 1959, S. 82–44.
- Odonata (Libellen) (= Catalogus Faunae Austriae. Teil XII c, ZDB-ID 193473-9). in Kommission bei Springer, Wien 1959.
- Putzvorgänge bei Libellen. In: Entomologisches Nachrichtenblatt Österreichischer und Schweizer Entomologen. Jg. 13, Nr. 1, 1961, S. 28–29.
- Entwicklungstendenzen im Flügelgeäder der Odonaten. In: Entomologische Abhandlungen. (Dresden). Bd. 32, 1964, ISSN 0373-8981, S. 311–339.
- Territorialität bei Libellen (Odonata). Ergebnisse und Ausblicke. In: Mitteilungen der Münchner Entomologischen Gesellschaft. Bd. 54, 1964, S. 162–180.
- Randformenverbreitung (fringing distribution) bei Odonaten. In: Zeitschrift der Arbeitsgemeinschaft Österreichischer Entomologen. Bd. 17, Nr. 1/2, 1965, S. 67–71.
- Zur Odonatenfauna Anatoliens und der angrenzenden Gebiete. In: Annalen des Naturhistorischen Museums in Wien. Bd. 68, 1965, S. 531–552.
- Zur systematischen Stellung der Enallagma granti Mac Lachlan. (Odonata). In: Mitteilungen der Münchner Entomologischen Gesellschaft. Bd. 58, 1968, S. 62–64.
- mit Max Beier: Odonata (Libellen) (= Handbuch der Zoologie. Bd. 4: Arthropoda. Hälfte 2: Insecta. Teil 2: Spezielles. 6). 2. Auflage. de Gruyter, Berlin u. a. 1968.
- Katalog der Odonaten-Typen im Naturhistorischen Museum Wien. In: Annalen des Naturhistorischen Museums in Wien. Bd. 74, 1970, S. 253–279.